# Corina de la Rosa
Corina de la Rosa, argentinska plesalka.
Corina je znana plesalka argentinskega tanga. Plesati je začela že kot otrok v šestem letu starosti. Po diplomi iz klasičnih plesov je poučevala in se za pet let posvetila študiju igre pri režiserjema Agustínu Alezzu in Augustu Fernandezu. Na univerzi dramskih umetnosti v Salvadorju je diplomirala iz odrskega oblikovanja.
Njena prva učitelja tanga sta bila Nestor Ray in Graciela Gonzalez. Leta 1995 je spoznala slavnega plesalca argentinskega tanga Julio Balmacedo, ki je postal njen učitelj in bodoči soplesalec. Leta 1996 je začela z njim poučevati v plesni šoli Canning v Buenos Airesu in se z njim kot njegova soplesalka udeležila več internacionalnih festivalov tanga po vsem svetu. Kot člana predstave Nueva Compañía Tangueros v sodelovanju z glasbeno skupino Color Tango sta z Balmacedo leta 1997 nastopila na trinajstih plesnih predstavah na turneji po Italiji. Leta 1998 sta v sodelovanju z družbo Forever Tango nastopala na Broadwayu. Leta 2003 sta kot koreografa in plesalca sodelovala v plesni predstavi Tango Saraza . Leta 2004 pa sta nastopila v predstavi Corazoneando posvečeni glasbenemu mojstru tanga Osvaldu Puglieseju.